# Trond Iversen
Trond Iversen (ur. 22 marca 1976 w Drammen) – norweski biegacz narciarski, reprezentant klubu Mjøndalen IF.

## Kariera
Po raz pierwszy na arenie międzynarodowej pojawił się 17 grudnia 1995 roku w Savalen, gdzie w zawodach Pucharu Kontynentalnego zajął 197. miejsce w biegu na 15 km techniką klasyczną. W Pucharze Świata zadebiutował 8 marca 2000 roku w Oslo, gdzie rywalizację w sprincie stylem klasycznym zajął trzecie miejsce. Tym samym już w swoim debiucie nie tylko zdobył pierwsze pucharowe punkty, ale też od razu stanął na podium. W zawodach tych wyprzedzili go jedynie dwaj rodacy: Odd-Bjørn Hjelmeset i Jens Arne Svartedal. W kolejnych startach jeszcze sześciokrotnie stawał na podium indywidualnych zawodów PŚ, odnosząc przy tym dwa zwycięstwa: 6 stycznia 2002 roku w Val di Fiemme i 16 marca 2005 roku w Göteborgu był najlepszy w sprincie stylem dowolnym. Najlepsze wyniki osiągnął w sezonie 2001/2002, kiedy w klasyfikacji generalnej zajął 12. miejsce, a w klasyfikacji sprintu okazał się najlepszy. Ponadto w sezonie 2006/2007 był drugi w klasyfikacji sprintu, a w sezonie 2004/2005 zajął w niej trzecie miejsce.
W 2002 roku wziął udział w igrzyskach olimpijskich w Salt Lake City, gdzie był szósty w sprincie stylem dowolnym. Na rozgrywanych cztery lata później igrzyskach w Turynie w tej samej konkurencji zajął 17. miejsce. W międzyczasie wystartował na mistrzostwach świata w Oberstdorfie w 2005 roku, gdzie w sprincie techniką klasyczną zajął dziewiątą pozycję.
Jest żonaty i ma jedno dziecko.

## Osiągnięcia

### Igrzyska olimpijskie
| Miejsce | Dzień     | Rok  | Miejscowość    | Konkurencja            | Czas biegu | Strata | Zwycięzca        |
| ------- | --------- | ---- | -------------- | ---------------------- | ---------- | ------ | ---------------- |
| 6.      | 19 lutego | 2002 | Salt Lake City | Sprint stylem dowolnym | 2:56,9     | -      | Tor Arne Hetland |
| 17.     | 22 lutego | 2006 | Turyn          | Sprint stylem dowolnym | 2:26,5     | -      | Björn Lind       |

### Mistrzostwa świata
| Miejsce | Dzień     | Rok  | Miejscowość | Konkurencja              | Czas biegu | Strata | Zwycięzca      |
| ------- | --------- | ---- | ----------- | ------------------------ | ---------- | ------ | -------------- |
| 9.      | 22 lutego | 2005 | Oberstdorf  | Sprint stylem klasycznym | 2:32,1     | -      | Wasilij Roczew |

### Puchar Świata

#### Miejsca w klasyfikacji generalnej
- sezon 1999/2000: 60.
- sezon 2000/2001: 39.
- sezon 2001/2002: 12.
- sezon 2002/2003: 49.
- sezon 2003/2004: 40.
- sezon 2004/2005: 17.
- sezon 2005/2006: 30.
- sezon 2006/2007: 22.
- sezon 2007/2008: 86.
- sezon 2008/2009: 94.

#### Miejsca na podium chronologicznie
| Nr | Dzień      | Rok  | Miejscowość   | Konkurencja              | Czas biegu | Pozycja | Strata | Zwycięzca           |
| -- | ---------- | ---- | ------------- | ------------------------ | ---------- | ------- | ------ | ------------------- |
| 1. | 8 marca    | 2000 | Oslo          | Sprint stylem dowolnym   | ?          | 3.      | ?      | Odd-Bjørn Hjelmeset |
| 2. | 1 lutego   | 2001 | Asiago        | Sprint stylem klasycznym | ?          | 2.      | ?      | Odd-Bjørn Hjelmeset |
| 3. | 19 grudnia | 2001 | Asiago        | Sprint stylem klasycznym | ?          | 2.      | ?      | Jens Arne Svartedal |
| 4. | 6 stycznia | 2002 | Val di Fiemme | Sprint stylem dowolnym   | ?          | 1.      | -      | -                   |
| 5. | 5 marca    | 2002 | Sztokholm     | Sprint stylem klasycznym | ?          | 2.      | ?      | Jens Arne Svartedal |
| 6. | 16 marca   | 2005 | Göteborg      | Sprint stylem dowolnym   | ?          | 1.      | -      | -                   |
| 7. | 14 marca   | 2007 | Drammen       | Sprint stylem klasycznym | ?          | 3.      | ?      | Børre Næss          |